# Kendra James
Pour les articles homonymes, voir James.
Ne pas confondre avec l'actrice pornographique Kenna James.
Kendra James, née le 18 janvier 1981 à Fort Lauderdale en Floride, est une actrice pornographique américaine.

## Biographie
Kendra James a travaillé entre autres pour Brazzers, Girlfriends Films, Girlsway, Kink.com, New Sensations et Reality Kings et ne tourne quasi exclusivement que des scènes lesbiennes ou des scènes en solo.

## Filmographie partielle
Le nom du film est suivi du nom de ses partenaires lors des scènes pornographiques.
- 2002 : Whipped Ass 651 (webscène) avec Liz Tyler et Summer Cummings
- 2003 : Whipped Ass 1214 (webscène) avec Kym Wilde
- 2004 : Wired Pussy 1737 (webscène) avec Bridgett Harrington
- 2005 : Bondage Stars 1
- 2006 : Bondage Stars 3
- 2007 : Rubberized 2 avec Rubberdoll
- 2008 : Taboo: Lovers Enslaved avec Mistress Nicolette
- 2009 : Good For Something avec Mistress Kiss et Slave Spartacus
- 2010 : Mechanical Sex avec Anastasia Pierce
- 2011 : Obey Her avec Anastasia Pierce et Randy Moore
- 2012 : Women Seeking Women 88 avec Anastasia Pierce
- 2013 : Young And Exposed avec Elle Alexandra
- 2014 : Black Cat vs Batwoman avec Anastasia Pierce
- 2015 : Lesbian Desires 3 avec August Ames
- 2016 : Mother-Daughter Exchange Club 42 avec Jackie Maire
- 2017 : Lesbian Comix 1 avec Anastasia Pierce
- 2018 : Lesbian Workout Stories avec Alix Lynx, Cassidy Klein et Vanessa Veracruz